# Năng lượng hạt nhân tại Đức
Năng lượng hạt nhân tại Đức sản xuất 23% lượng điện của đất nước này. Năng lượng hạt nhân tại Đức đã bắt đầu với các lò phản ứng nghiên cứu trong thập niên 1950 và thập niên 1960 và nhà máy thương mại đầu tiên vận hành đưa điện lên lưới vào năm 1969. Năng lượng hạt nhân được xem quan trọng trong chương trình nghị sự chính trị trong những thập kỷ gần đây, với việc tiếp tục các cuộc tranh luận về việc liệu công nghệ này nên được loại bỏ. Các chủ đề được quan tâm đổi mới vào đầu năm 2007 do ảnh hưởng chính trị của vụ tranh chấp năng lượng Nga-Belarus và vào năm 2011 sau vụ Sự cố nhà máy điện Fukushima I.
Ngày 30 tháng 5 năm 2011, Đức chính thức công bố kế hoạch từ bỏ năng lượng hạt nhân hoàn toàn trong vòng 11 năm. Bảy nhà máy đã bị tạm thời đóng cửa để kiểm tra vào tháng 3 năm 2011, và nhà máy thứ 8 đóng cửa vì các vấn đề kỹ thuật, sẽ bị đóng cửa vĩnh viễn. Chín nhà máy còn lại sẽ được đóng cửa vào năm 2022. Thông báo này lần đầu tiên được đưa ra bởi Norbert Röttgen, người đứng đầu của Bộ Liên bang về Môi trường, Bảo tồn Thiên nhiên và An toàn hạt nhân, sau cuộc đàm phán ban đêm.
Thủ tướng Angela Merkel đã cho biết tiến độ thực hiện của các nhà máy trước đây dự kiến sẽ đi vào vận hành vào cuối năm 2036 sẽ cung cấp cho Đức một lợi thế cạnh tranh trong kỷ nguyên năng lượng tái tạo, nêu rõ: "Là quốc gia công nghiệp lớn đầu tiên, chúng ta có thể đạt được như một sự chuyển biến theo hướng hiệu quả và tái tạo năng lượng, với tất cả các cơ hội đó sẽ đem lại cho hàng xuất khẩu, phát triển công nghệ mới và việc làm. " Merkel cũng chỉ ra sự "bất lực" của Nhật Bản - mặc dù là một quốc gia công nghiệp công nghệ tiên tiến - phải đối mặt với thảm họa hạt nhân.